# Jask
Jask este un oraș din Iran.